# 塩湖

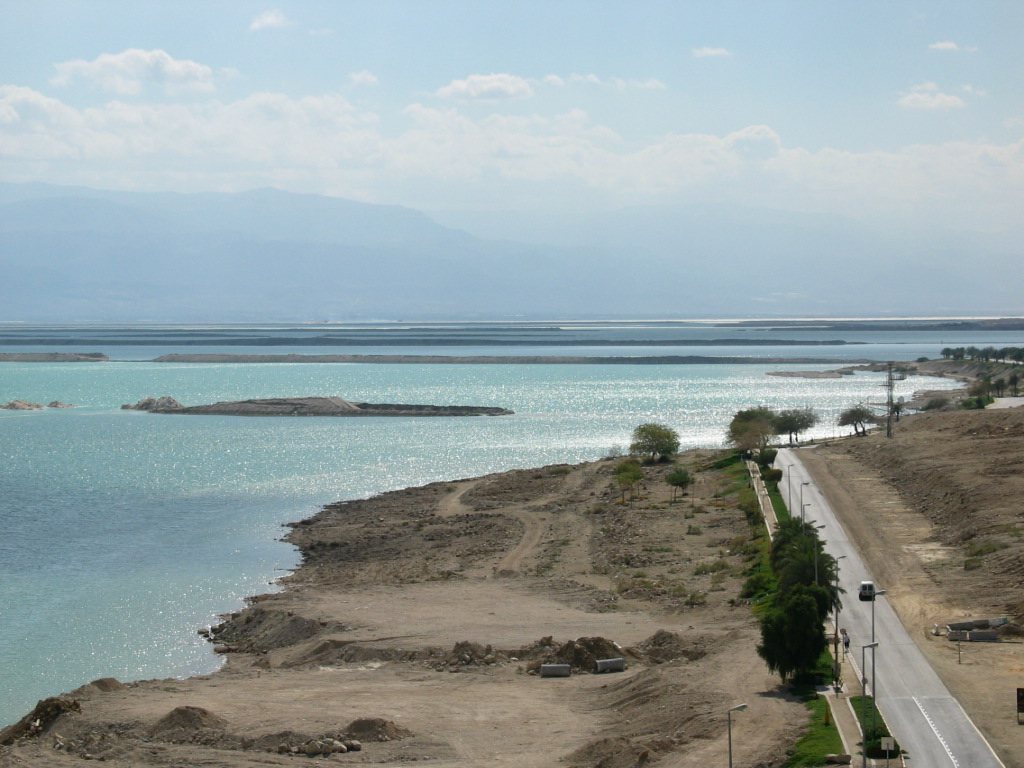
代表的な塩湖、死海

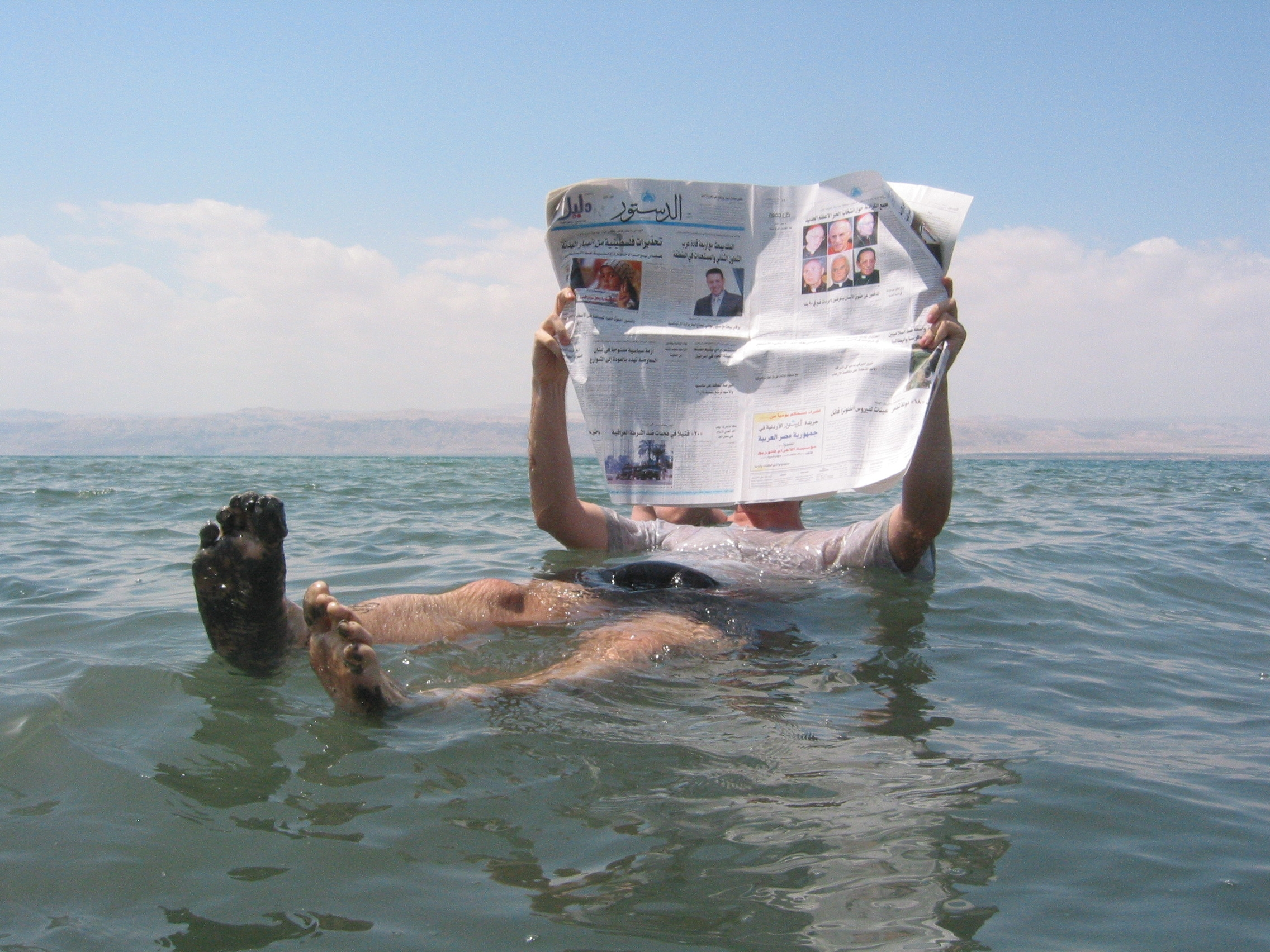
死海の水面に浮かぶ人

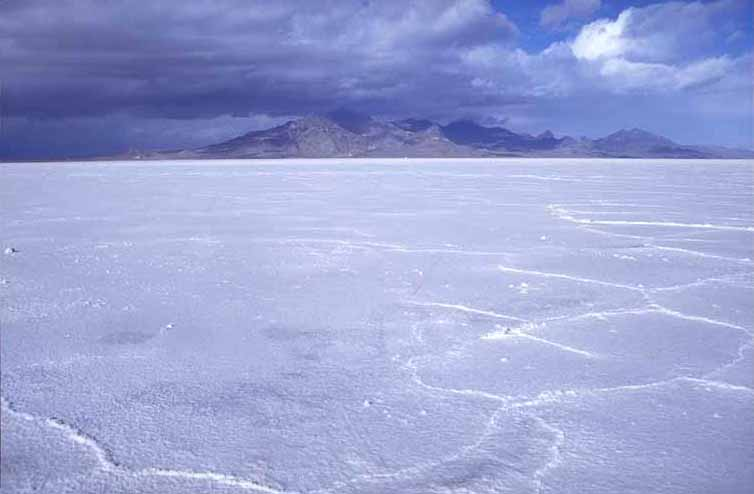
古代の塩湖の跡であるボンネビル・ソルトフラッツ

塩湖（えんこ、英語: salt lake、saline lake）または塩水湖（えんすいこ）とは、塩水をたたえる湖のこと。淡水をたたえる湖である淡水湖と対になる。

## 概要
日本陸水学会では「乾燥地域にあって湖水に含まれる総塩濃度が 0.5 g/L 以上の湖」と定義されている。中国では湖水 1L 当たりの塩類が50グラムを超える湖沼と定義されることもある。なお、宍道湖や中海のように海水流入によって塩濃度が高くなる汽水湖は塩湖には含まれない（汽水湖は半塩湖と称されることがある）。
歴史文献資料に塩湖と記されている場合、科学的定義による判断は困難であるが、塩類の析出について記されていたり塩業の生産活動があった湖は塩湖とみられる。
塩湖は、塩類の濃度によって以下のように分類される。
- subsaline 0.5–3 パーミル　（淡水湖と塩湖の中間）
- hyposaline 3–20 パーミル　（濃度の低い塩湖）
- mesosaline 20–50 パーミル　（中間の濃度の塩湖）
- hypersaline（超塩湖）  50 パーミル以上　（非常に濃い塩湖、海水の塩分濃度である35パーミルほどを超えるもの）

塩湖の水質組成は湖によって異なり、海塩由来や地質由来などがあるが、流域の地質や気候条件などの影響も受けている。
一般的には湖水蒸発に伴う継続的な湖水の低下とともに塩分が濃縮して形成されるが、イシク湖のように亜寒帯湿潤気候にあって湖水位が上昇しながら塩分濃度が増加している例もある。
塩湖の上流部の引水などにより湖水位が低下すると湖水の塩性化や水のない塩沼状態が生じる。

## 生物

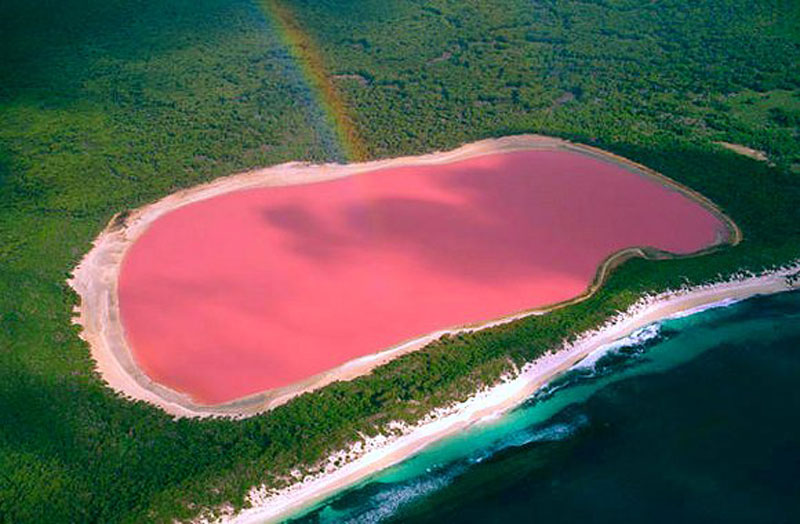
ヒリアー湖の上空からの眺め

魚類が生息して沿岸住民により漁業の対象とされている塩湖以外に、死海（湧水周辺を除く）やモノ湖のように魚類が生きられないほど塩分濃度が高い塩湖や、塩性湿地もある。これらの水中や沿岸には、高い塩分濃度に適応した塩生植物など特異な植物相や動物相、藻類、細菌が見られる。
たとえばオーストラリア大陸南西沖のミドル島にあるヒリアー湖は、海水の約10倍という塩分濃度で生息できる極限環境微生物 (Dunaliella salina) が原因とみられるピンク色の湖水が、観光客に人気となっている。同様の原因でピンク色になっている湖には、オーストラリア西部のハットラグーン、セネガルのラック・ローズなどがある。プランクトンによりピンク色になっている湖には、メキシコのピンクラグーンやボリビアのラグナ・コロラダがある。

## 利用

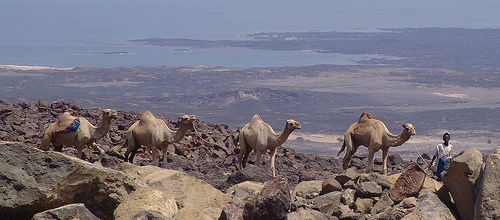
ジブチの塩湖・アッサル湖近くを行くラクダのキャラバンの隊列。湖で採れる塩は古代から貴重な資源であり、エチオピアなどに運ばれた

塩湖や塩類平原は天然の塩田として湖塩（こえん）が古来採取され、海から遠い内陸部に食塩を供給してきた。現代では電池の材料であるリチウムが南米のアタカマ塩湖やウユニ塩湖などで生産されている。

## 有名な塩湖
世界の大きな塩湖はカスピ海、バルハシ湖、グレートソルト湖（面積順）があげられる。
世界一標高の高い塩湖はナムツォで、世界一低い場所にある塩湖は死海である。
カスピ海の北の低地にあるバスクンチャク湖は、8世紀以降塩の産出で栄え、シルクロードを通じ東西へ輸出された。
中華人民共和国の山西省運城市塩湖区にある「解州の塩池」は、規模こそ上記の塩湖とは比較にならない程小さいが、古来の、世が乱れた際に各政権が争奪した要地として知られている。